# 路安·歷格斯
路安·安東尼·歷格斯（英語：Rohan Anthony Ricketts，1982年12月22日—），生於英格蘭克拉珀姆，已退役英格蘭足球運動員，司職進攻中場，在球員生涯足跡遍及歐洲、南美洲及亞洲，亦曾效力英超勁旅阿仙奴及熱刺，於2015年1月加盟東方成為自2010/11年球季，星級外援畢特及基士文加盟南華後，再有前英超球員在香港球壇立足。

## 球員生涯
歷格斯生於英格蘭克拉珀姆，2002年曾代表英格蘭U20上陣，2001年出身自阿仙奴，為阿仙奴青年軍贏得各項錦標，1季後轉投熱刺，當中為熱刺效力長達3季，上陣36場入2球，期間有機會跟荷杜、辛天尼等名教練合作，2008年後他離英轉戰海外球會，當中在厄瓜多爾、匈牙利及德國都被球會拖欠薪金，轉會次數多達8次，2014年效力泰超球隊PTT羅勇府。2015年1月8日，東方宣佈歷格斯加盟，將會披上11號球衣，但始終轉會次數太頻密所以東方先會給他一個試用期才會被正式錄用，於2015年2月1日以3–0擊敗的聯賽取得了加盟後的首個入球。

## 家庭生活
歷格斯與於加拿大生活的女朋友（Christine）育有一子（Carlo Roberto）。

## 榮譽
阿仙奴
- 英格蘭足總青年盃（2000、2001年）

多倫多
- 加拿大足球錦標賽（2009年）

沙洛克流浪
- 愛爾蘭超級聯賽（英语：2011 League of Ireland Premier Division）（2011年）

東方
- 香港高級組銀牌（2014–15季度）

個人
- 加拿大足球錦標賽神射手（英语：2008 Canadian Championship）（2008年）

## 外部連結
- 香港足球總會網站球員資料 （页面存档备份，存于）